# واریش
واریش، روستایی از توابع بخش کن شهرستان تهران در استان تهران ایران است.

## جمعیت
این روستا در دهستان سولقان قرار دارد و براساس سرشماری مرکز آمار ایران در سال 1395، جمعیت آن 483 نفر (145خانوار) بوده‌است.